# Rapperswil-Jona Lakers 2012-2013

Questa è la rosa della stagione 2012/2013 del Rapperswil.

## Roster
| N. | Naz.                   | Ruolo | Nome               |
| -- | ---------------------- | ----- | ------------------ |
| 1  | Svizzera (bandiera)    | P     | Jonas Müller       |
| 33 | Svizzera (bandiera)    | P     | David Aebischer    |
| 2  | Svizzera (bandiera)    | D     | Marc Welti         |
| 4  | Canada (bandiera)      | D     | Michael Del Zotto  |
| 5  | Svizzera (bandiera)    | D     | Sven Berger        |
| 6  | Svizzera (bandiera)    | D     | Cyrill Geyer       |
| 7  | Svizzera (bandiera)    | D     | Nicolas Marzan     |
| 8  | Svizzera (bandiera)    | D     | Thomas Büsser      |
| 11 | Svizzera (bandiera)    | D     | Andreas Camenzind  |
| 24 | Svizzera (bandiera)    | D     | Marc Geiger        |
| 30 | Svizzera (bandiera)    | D     | Sandro Gmür        |
| 43 | Canada (bandiera)      | D     | Derrick Walser     |
| 52 | Svizzera (bandiera)    | D     | Benjamin Winkler   |
| 9  | Svizzera (bandiera)    | A     | Stefan Hürlimann   |
| 10 | Stati Uniti (bandiera) | A     | Robbie Earl        |
| 13 | Slovacchia (bandiera)  | A     | Peter Sejna        |
| 14 | Svizzera (bandiera)    | A     | Lukas Grauwiler    |
| 17 | Svizzera (bandiera)    | A     | Antonio Rizzello   |
| 19 | Canada (bandiera)      | A     | Jason Spezza       |
| 23 | Svizzera (bandiera)    | A     | Duri Camichel      |
| 61 | Svizzera (bandiera)    | A     | Mauro Jörg         |
| 64 | Svizzera (bandiera)    | A     | Benjamin Neukom    |
| 79 | Svizzera (bandiera)    | A     | Michel Riesen      |
| 80 | Svizzera (bandiera)    | A     | Loïc Burkhalter    |
| 81 | Svizzera (bandiera)    | A     | Nils Berger        |
| 89 | Svizzera (bandiera)    | A     | Nicolas Thibaudeau |
| 91 | Slovacchia (bandiera)  | A     | Juraj Kolník       |
| 92 | Svizzera (bandiera)    | A     | Gian-Andrea Thöny  |
| 97 | Svizzera (bandiera)    | A     | Adrian Wichser     |

- Allenatore:  Anders Eldebrink
- Ass.Allenatore:  Roland Schmid